# غلامعباس آقاعلیخانی
غلامعباس آقاعلیخانی)زاده ۱۳۳۷ در شهرستان تاکستان(، سیاست‌مدار، نماینده دورهٔ پنجم مجلس شورای اسلامی از حوزه انتخابیه بوئین زهرا بود.